# 글로벌 보이스 온라인
글로벌 보이스 온라인(Global Voices Online)은 블로거와 시민 기자가 만드는 국제적인 네트워크 프로젝트이다. 이 프로젝트의 작가들은 블로그를 통해 전세계에 발신되는 화제를 발굴하고 보고서 기사와 요약한 기사를 영어 외 다수의 언어로 번역하여 전 세계를 향해 다시 발신한다. 원래는 2004년 12월 여러 블로거들에 의한 국제 회의가 발단이 되어 이듬해 2005년에 하버드 로스쿨의 버크번 센터 포 인터넷 & 소사이어티 소속의 이선 주커먼과 리베카 매키넌이 비영리 웹 사이트 및 프로젝트로 설립한 것이다. 2008년부터 네덜란드 암스테르담의 비영리 단체로 독립적인 운영을 시작하고 있다.